# مديرية الضالع

تعديل مصدري - تعديل

مديرية الضالع إحدى مديريات محافظة الضالع في جنوب اليمن. بلغ عدد سكانها 80213 نسمة عام 2004. مركز هذه المديرية مدينة الضالع.

موقع مديرية الضالع في محافظة الضالع